# Dubove, Sînelnîkove
Dubove (în ucraineană Дубове) este un sat în comuna Novohnide din raionul Sînelnîkove, regiunea Dnipropetrovsk, Ucraina.

## Demografie
Componența lingvistică a localității Dubove
     Ucraineană (91,49%)
     Rusă (8,51%)
Conform recensământului din 2001, majoritatea populației localității Dubove era vorbitoare de ucraineană (91,49%), existând în minoritate și vorbitori de rusă (8,51%).